# ソウル市メトロ9号線9000系電車
9000系電車（9000けいでんしゃ）は、ソウル市メトロ9号線が保有している通勤形電車。2009年7月24日に開業したソウル地下鉄9号線で使用されている。

## 概要
韓国型標準電動車を元にした標準設計仕様に従って製造された。車体は元々車体長18,000mm、車幅2,800mmの中型規格で製造される予定であったが、仁川国際空港鉄道と直通運転することを考慮して車体長19,500m、車体幅3,120mmの大型規格で設計されることとなった。車体はステンレス鋼製である。ATO方式の自動運転を採用した。座席は片持ち式のロングシートであり、座席の下には荷物を入れるスペースが確保されている。座席上の荷棚は優先席と7人席のうち2箇所のみ設置された。前面部中央の表示器は、列車番号と種別が交互に表示され、行き先は表示されない。
制御装置は、現代ロテム製の2レベルIGBT素子VVVFインバータ制御 (1C4M制御)を使用している。
2011年には2期開業用の2次車として4連8編成と6連1編成の計38両を2015年5月に導入された。3次車として6連4編成、中間車増結用8両の計32両を2016年12月に追加発注した。2023年以降は増発ならびに延伸時の必要車両数増加に対応するため、4次車として6両編成8本が導入される予定である。

## 車両形態

### 1次車
9号線第1期区間（開花～新論峴間）開業に合わせて2009年に901-924編成の4両編成24本の計96両が導入された。

### 2次車
2011年に925-936編成の4両編成12本の計48本が導入された。当初は9号線第2期区間（新論峴～総合運動場間）延伸開業による必要車両数増加に伴い製造される予定であったが、9号線の著しい混雑に伴い早期導入されている。

### 3次車
9号線第3期区間（総合運動場～中央報勲病院間）延伸開業による必要車両数増加に伴い2016年から937-944編成の4両編成8本、製造当初から6両編成であった945編成の計38両が製造されたほか、1,2次車と944編成までの3次車含めた4両編成車両を6両編成化するため、901-944編成に組み込む2両44本の計88両が製造され、2016年から2019年までに全編成が6両編成化された。1,2次車との相違点はほとんどないが、座席のモケットの模様が変更され、車内の照明がより明るいものになった。

### 4次車
9号線の混雑緩和、9号線第4期区間（中央報勲病院～セムト公園間）延伸開業による必要車両数増加に伴い2023年から946-953編成の6両編成8本の計48両が導入された。前面のスカートの形状が異なり、純電気ブレーキ対応となった。また、車内はつり革の色が黄色から灰色に変更、乗降用ドアの上部にランプが設置、ワイヤレスの充電器も搭載された。

## 編成表
ソウル市メトロ9号線の編成番号は、4桁の車号のうち号車を意味する百の位を除く3桁で表現する。（例：1号車が9001である編成＝901編成）

### 4両編成時代
|          | ← 中央報勲病院開花 → |              |              |              |        |          |
| 号車     | 1                    | 2            | 3            | 4            | 製造年 | 車両形態 |
| 形式     | 9000形               | 9100形       | 9400形       | 9500形       | 製造年 | 車両形態 |
| 区分     | Tc                   | M'           | M'           | Tc           | 製造年 | 車両形態 |
| 搭載機器 | SIV,BT               | VVVF,CP      | VVVF,CP      | SIV,BT       | 製造年 | 車両形態 |
| 車両番号 | 9001 ： 9024         | 9101 ： 9124 | 9401 ： 9424 | 9501 ： 9524 | 2008年 | 1次車    |
| 車両番号 | 9025 ： 9036         | 9125 ： 9136 | 9425 ： 9436 | 9525 ： 9536 | 2011年 | 2次車    |
| 車両番号 | 9037 ： 9044         | 9137 ： 9144 | 9437 ： 9444 | 9537 ： 9544 | 2016年 | 3次車    |

### 6両編成
|          | ← 中央報勲病院開花 → |              |              |              |              |              |                                       |                               |
| 号車     | 1                    | 2            | 3            | 4            | 5            | 6            | 製造年                                | 車両形態                      |
| 形式     | 9000形               | 9100形       | 9200形       | 9300形       | 9400形       | 9500形       | 製造年                                | 車両形態                      |
| 区分     | Tc                   | M'           | T            | M            | M'           | Tc           | 製造年                                | 車両形態                      |
| 搭載機器 | SIV,BT               | VVVF,CP      |              | VVVF         | VVVF,CP      | SIV,BT       | 製造年                                | 車両形態                      |
| 車両番号 | 9001 ： 9024         | 9101 ： 9124 | 9201 ： 9224 | 9301 ： 9324 | 9401 ： 9424 | 9501 ： 9524 | 2008年 2018年,2019年（9200形.9300形） | 1次車（9200形,9300形は3次車） |
| 車両番号 | 9025 ： 9036         | 9125 ： 9136 | 9225 ： 9236 | 9325 ： 9336 | 9425 ： 9436 | 9525 ： 9536 | 2011年 2017年,2018年（9200形.9300形） | 2次車（9200形,9300形は3次車） |
| 車両番号 | 9037 ： 9044         | 9137 ： 9144 | 9237 ： 9244 | 9337 ： 9344 | 9437 ： 9444 | 9537 ： 9544 | 2016年,2017年                         | 3次車                         |
| 車両番号 | 9045                 | 9145         | 9245         | 9345         | 9445         | 9545         | 2016年,2017年                         | 3次車                         |
| 車両番号 | 9046 ： 9053         | 9146 ： 9053 | 9246 ： 9253 | 9346 ： 9353 | 9446 ： 9453 | 9546 ： 9553 | 2023年                                | 4次車                         |

| 凡例 - VVVF -主制御装置 - SIV -静止形インバータ - CP -空気圧縮機 - BT -蓄電池                                                      |
| 備考 - 黄色背景（■）の車両は2017年以降に導入された増結車両。 - パンタグラフは、M'（9100形、9400形）に下枠交差形を2基ずつ搭載する。 |

## 配属
- 全編成金浦車両事業所に配属。

## 写真

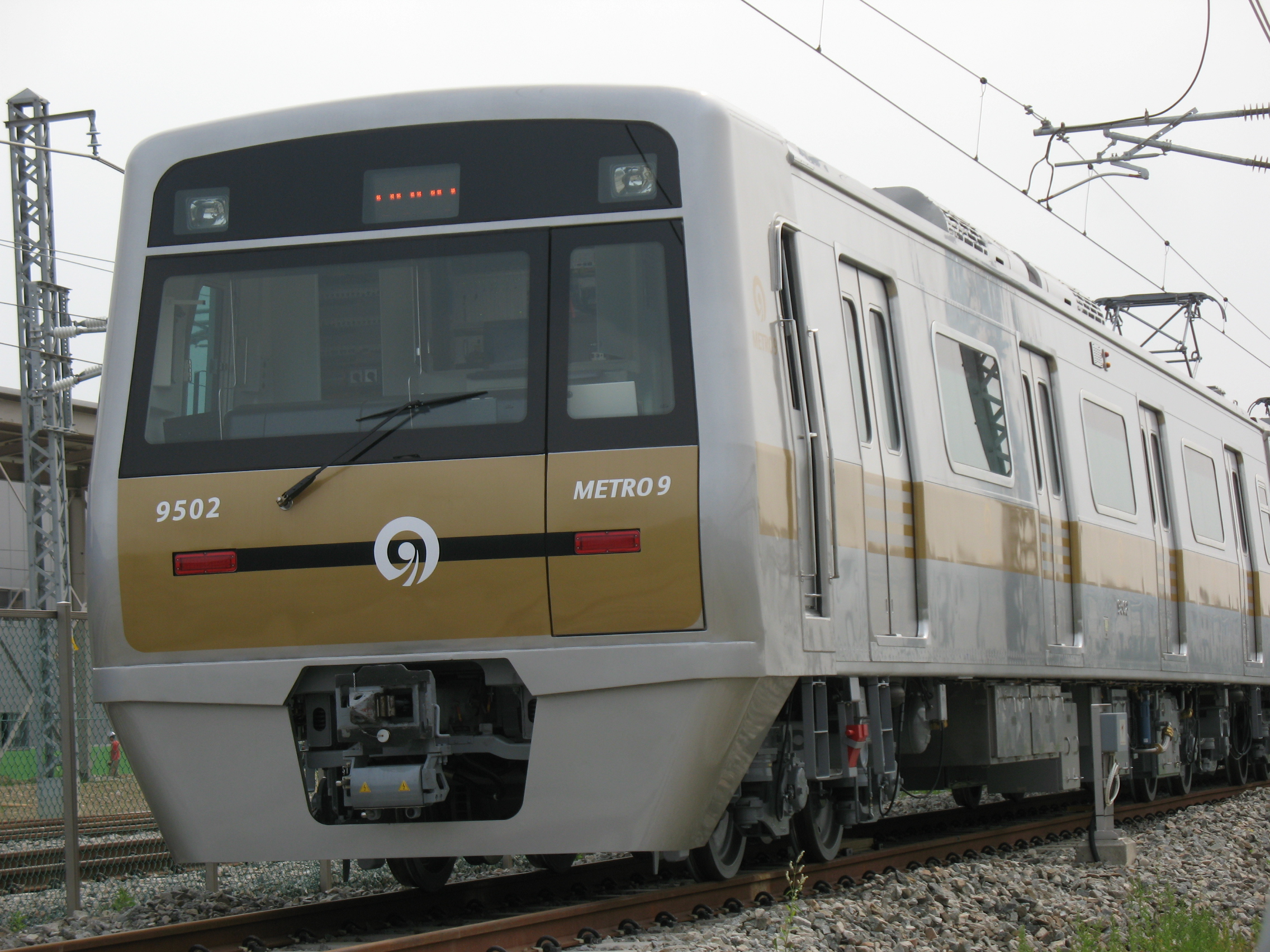
902編成(4両時代)
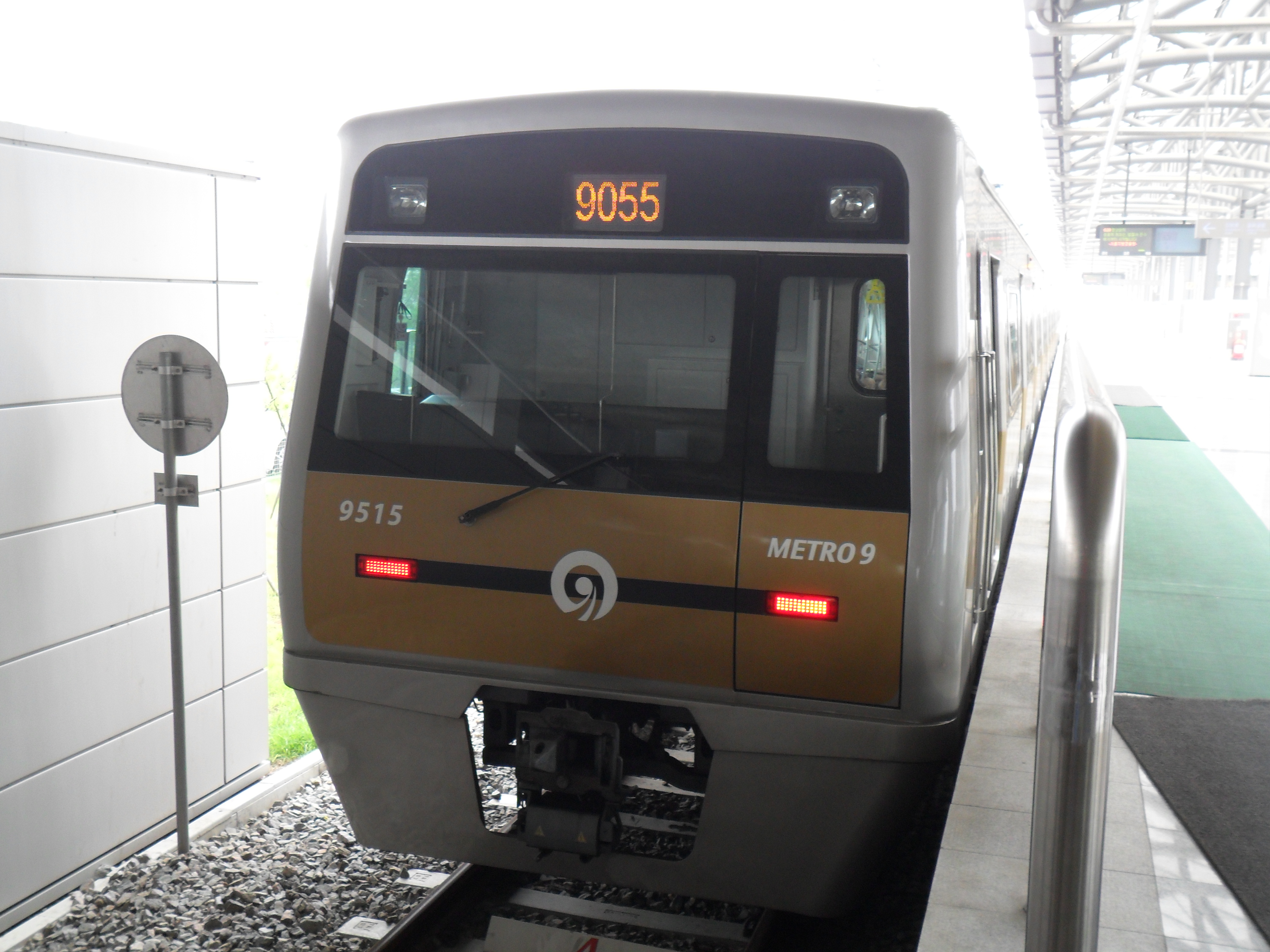
915編成(4両時代)
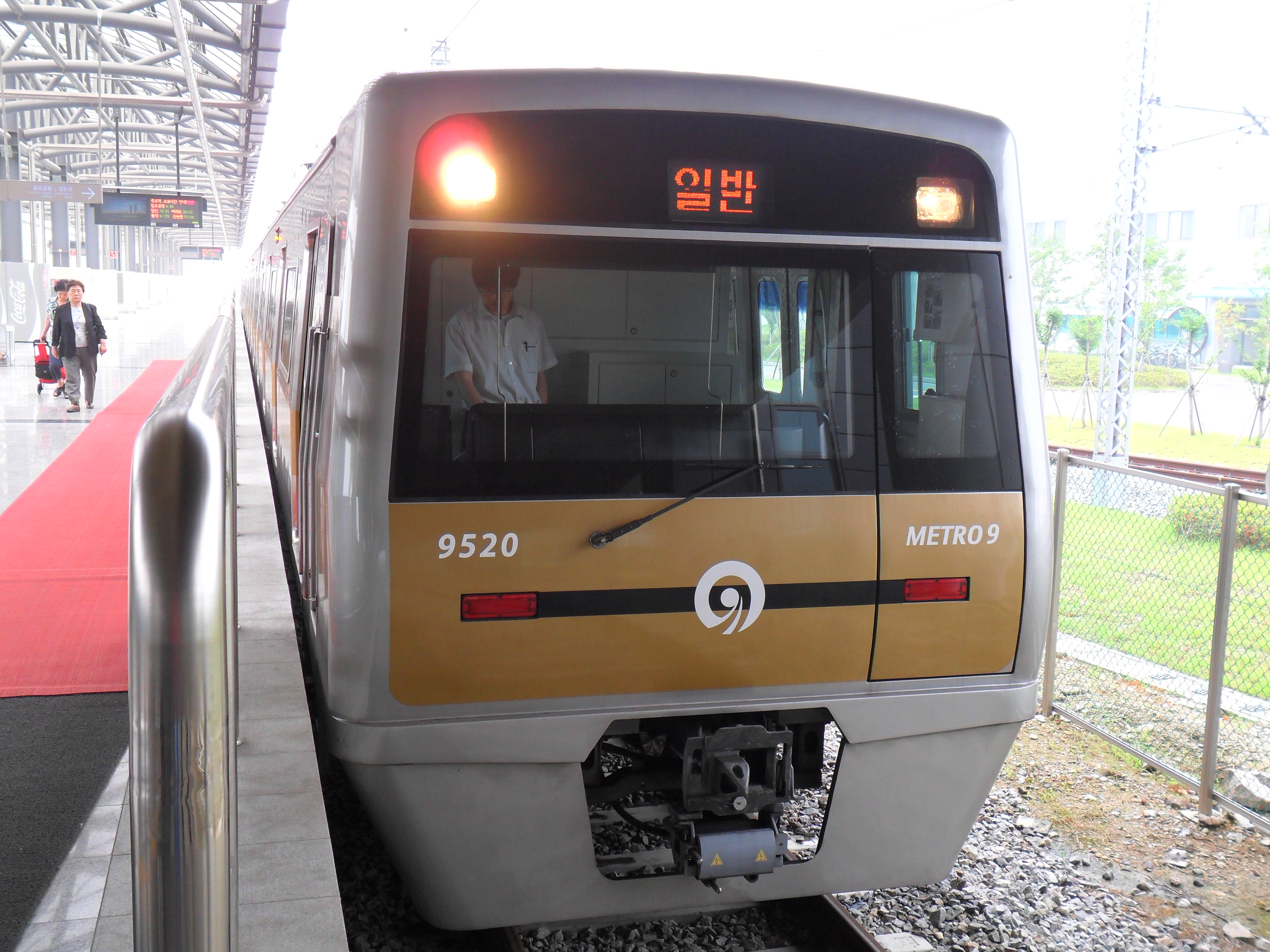
920編成(4両時代)
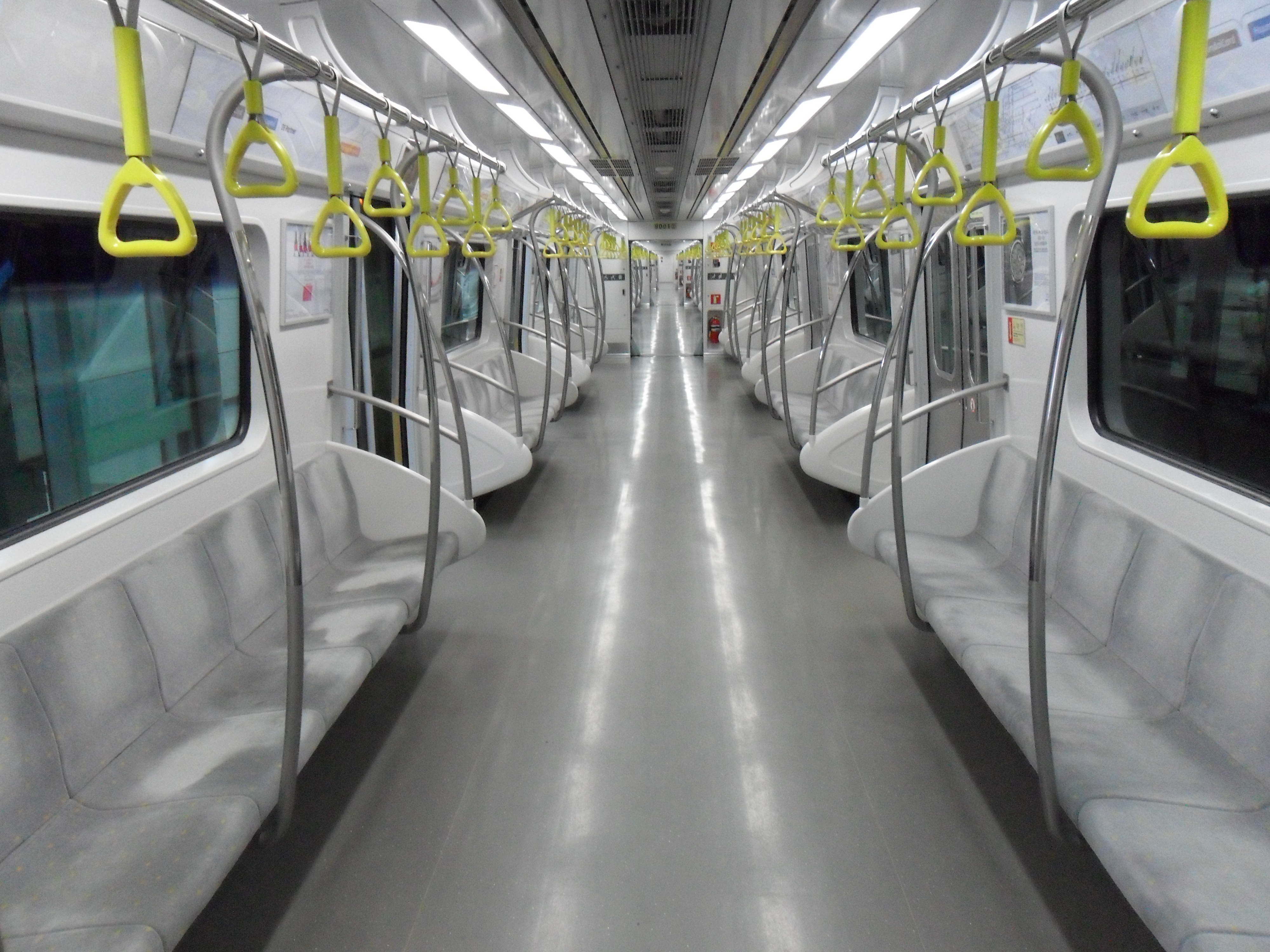
車内の様子(4両時代)
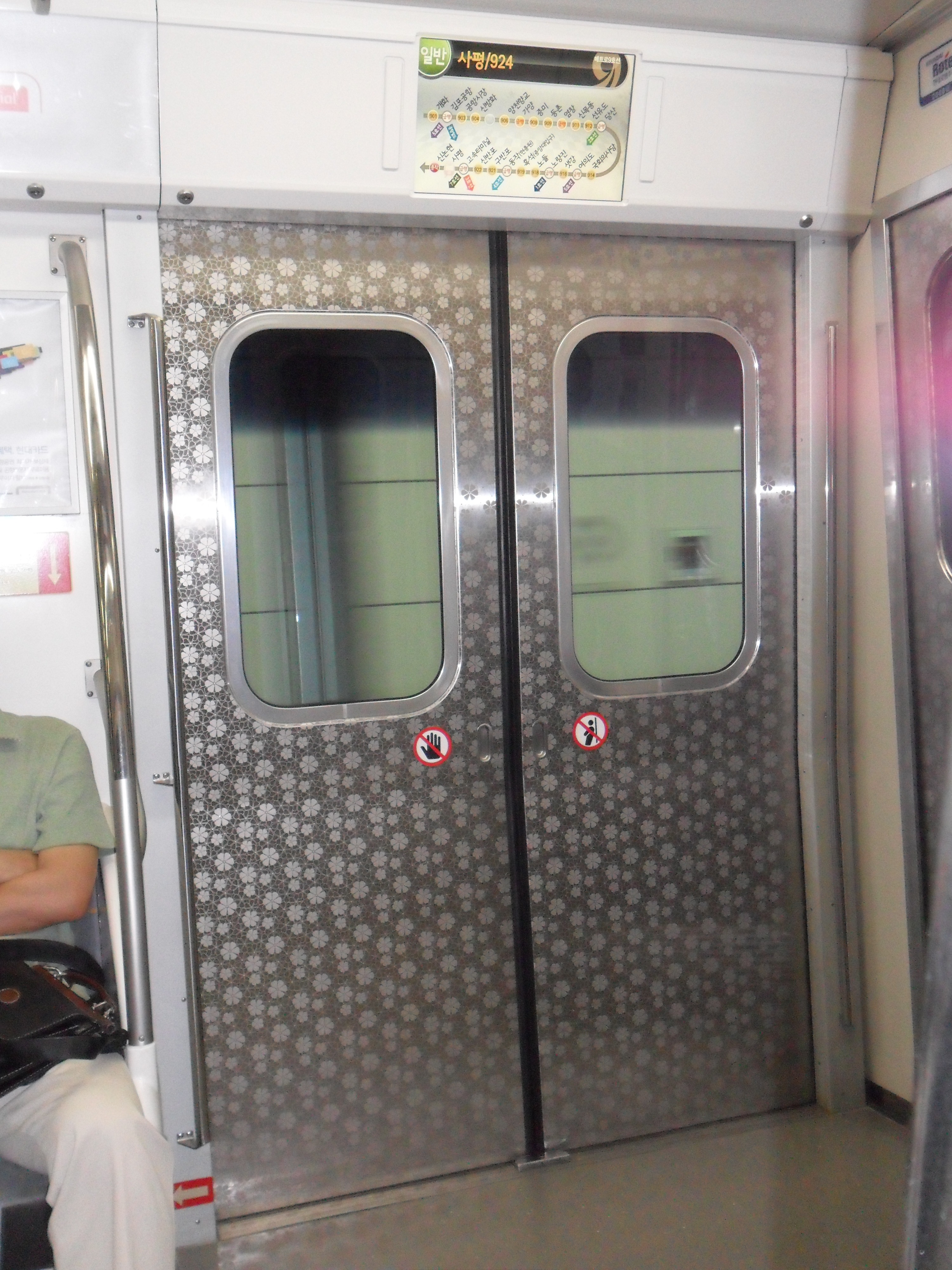
ドアとLCD
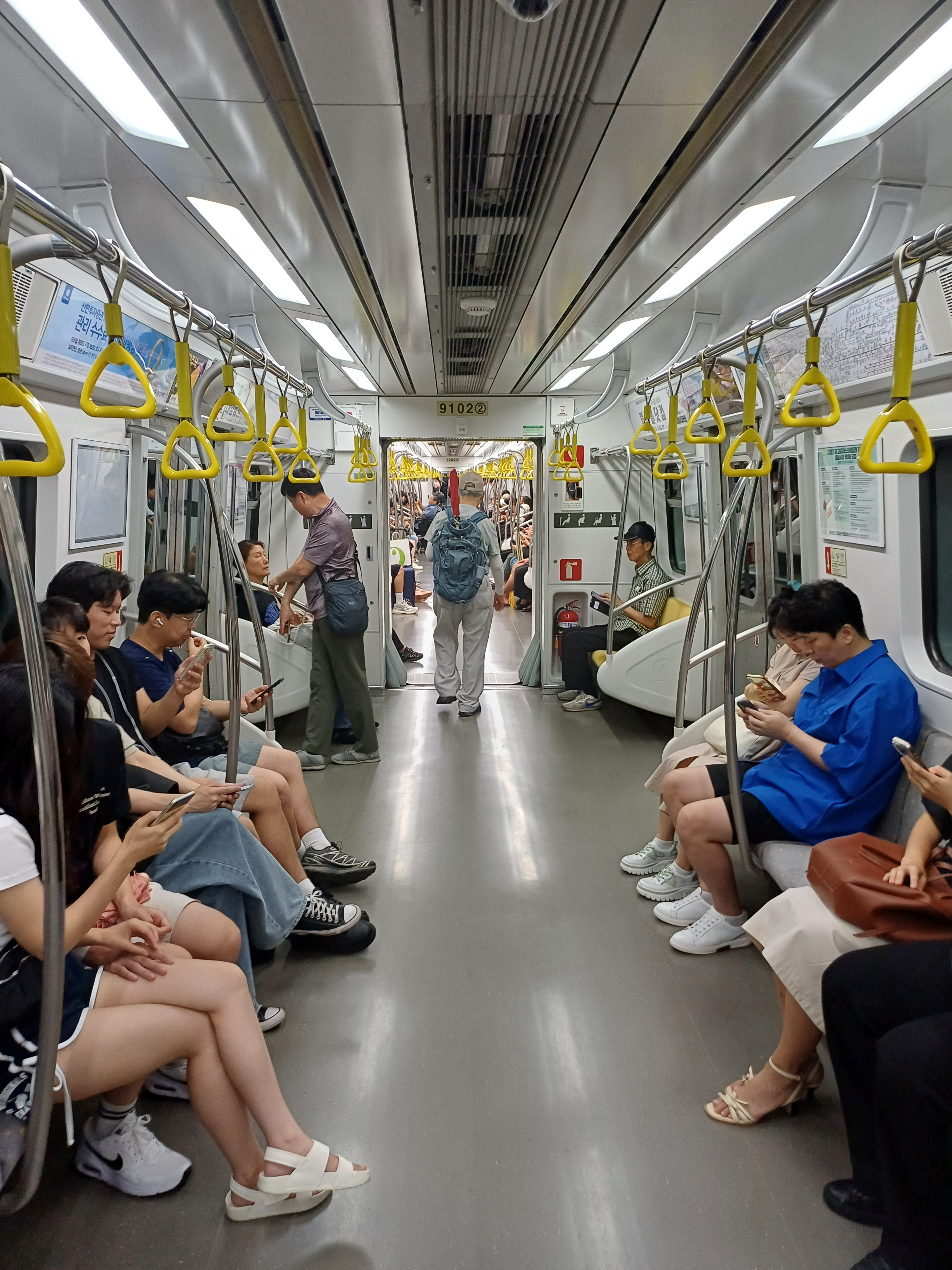
車内の様子(6両)